# Картузіанці
Картузіанці, або Орден картузіанців (лат. Ordo Cartusiensis, OCart) — чернечий орден Римо-католицької церкви, заснований 1084 року святим Бруно Кельнським у Шартрезьких горах поблизу Гренобля (Франція). Офіційно орден картузіанців було затверджено папою римським Іннокентієм III 1133 року.
Назва ордена походить від назви першої обителі — Великої Шартрези (фр. La Grande Chartreuse, лат. Cartusia).

## Цілі й духовні засади Ордену
- «Головна мета й наука наша: у тиші усамітнення шукати Бога» (Правила).
- «Наполегливо шукати, швидко знайти і сягнути Господа Бога», прийшовши таким чином «до досконалої любові» (Правила).
- «Віддалені від усіх, але пов'язані з усіма, ми стоїмо від імені всіх перед Богом Живим» (Правила).

## Організація
2005 року в ордені перебували 335 ченців, із них 170 священиків.
На 2014 рік у цілому світі нараховується близько 380 картузіанців і картузіанок у 22 монастирях, з яких 17 чоловічих і 5 жіночих: 5 — у Франції; 4 в Іспанії, 3 в Італії, 2 монастирі в Південній Кореї, та по одному в Англії, Аргентині, Бразилії, Німеччині, Португалії, Словенії, США, Швейцарії.
Найвищим органом влади є генеральний капітул, що збирається кожні два роки. Між капітулами владу в ордені здійснює настоятель монастиря Велика Шартреза.

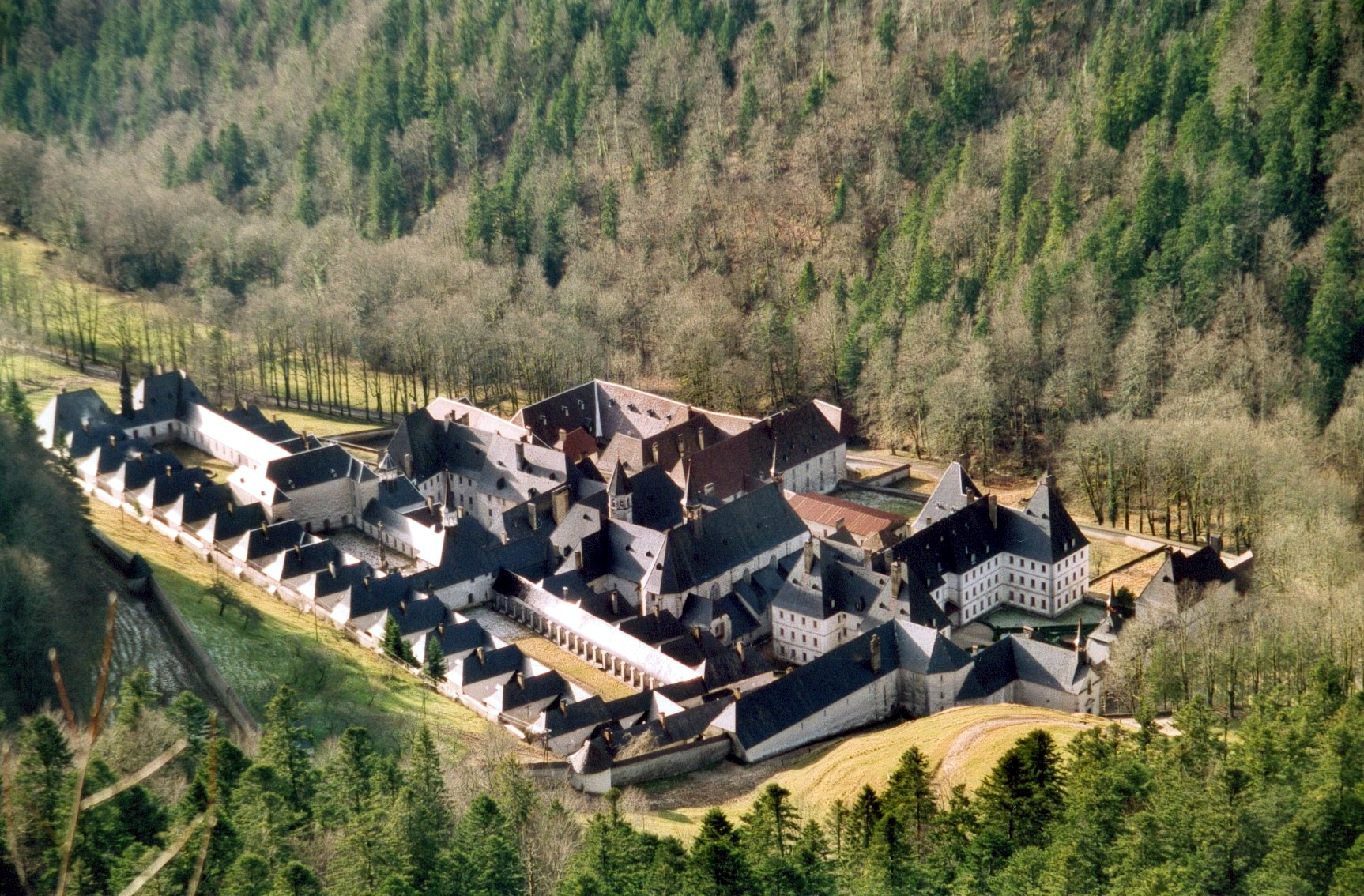
Велика Шартреза

Основа духовності картузіанців — повний відхід від світу, сувора аскеза, споглядальне й усамітнене життя, постійна молитва. Історично картузіанці приділяють багато уваги фізичній та інтелектуальній праці, тримають при монастирях чудові бібліотеки.
7 картузіанців долучено до святих, 22 беатифіковано.
Одяг картузіанців — довга біла сутана з білою відлогою, а поза монастирем — чорна.
Девіз Ордену — «Хрест стоїть, доки крутиться світ» (лат. Stat crux dum volvitur orbis).

## Історія
Орден набув свого розвитку спочатку тільки у Франції, але в період з кінця XII до завершення XIV століття картузіанські монастирі поширились усією Європою, від Ірландії до Польщі. Пік найвищого розвитку ордену припав на початок XVI століття, коли він налічував 196 монастирів.
Картузіанці займались ремеслами, переписуванням книг тощо. Вони славились своєю гостинністю й доброчинністю. Одним із основних джерел багатства ордену було приготування та продаж лікеру «шартрез».
Першого сильного удару було завдано ордену Реформацією та релігійними війнами. Тільки у Франції в період війн між католиками й гугенотами було розграбовано та знищено 94 картузіанських монастирі. Все ж до кінця XVII століття орден відновив свої позиції та налічував 173 монастирі.
Нові біди чекали на орден під час Французької революції 1789–1794 років. Монастир Велика Шартреза було закрито (знову відкрито 1816 року) разом з іншими монастирями, 51 чернець ордену загинув мученицькою смертю.
У XIX столітті орден відновив свою діяльність, проте колишнього розквіту досягнути йому вже не вдалось.

## Жіночий орден
Орден картузіанок виник 1229 року; 1790 вони припинили своє існування після переслідувань революціонерів. У XIX столітті жіноча гілка ордена була відновлена, нині налічує 52 сестри й 4 монастирі у Франції, Італії та Іспанії.

## Духовність

### Мета
Орден картузіанців був започаткований з метою «прославлення Божої величі», яка полягає в тому, що Бог «інтимною любов'ю єднає нас із собою», щоб ми могли принести багато плодів. Зрештою ця мета є метою життя кожного християнина. Натомість особливість нашого Ордену полягає в тому, що ми не маємо жодної іншої мети. Усі принципи нашого життя прямують до осягнення цієї одної мети, а саме, щоб ми могли «палкіше шукати, швидше знайти і повністю посідати самого Бога». А тим самим прийти «до досконалої любові» (Правила 1,4) Тому відрікаємося усього, що не допомагає нам осягати ту єдину суттєву мету.

### Відлученість від світу
Ісус сказав: «Коли хтось мене любить, то й слово моє берегтиме і злюбить його мій Отець, і прийдемо ми до нього, і в ньому закладемо житло» (Йн 14. 23). Він живе в нас своїм Божественним життям, і, згідно зі своєю благодаттю, перемінює нас в себе. Самотність, до якої ми, Картузіанці, особливо покликанні, запевнює ідеальні умови до цього інтимного з'єднання. В самотності звершується велика тайна, а саме — тайна Христа і Церкви, котрої найдосконалішим прикладом є благословенна Діва Марія. Уся ця тайна прихована теж в душі кожного вірного, а завдяки силі, яка закорінена в самотності, ще краще відкривається (Правила 2, 1).

### Кляузура і сталість місця
Обираючи обмежений життєвий простір (кляузура), єднаємо наше тіло з внутрішньою молитвою, щоб в молитві воздати Богу хвалу з усього того, до чого Він і так має право. Сталість життя в конкретному місці (лат. stabilitas loci), згідно монастичної традиції, є обов'язковою умовою до того, власні думки і почуття постійно скеровувати до Бога.

### Відлученість від світу
«Оскільки наше згромадження спрямоване лише до споглядання, ми повинні з найбільшою набожністю берегти наше відлучення від світу. Тому ми вилученні з будь-якого душпастирського служіння, навіть коли б цього потребувала необхідність чинного апостольства — щоб в містичному тілі Христа ми здійснювали наше особисте покликання» (Правила 3,9).

### Молитва
Не маємо універсального рецепту на молитовне життя. Пустельницьке покликання містить в собі багато свободи і спонтанності у творенні глибокої приятельської реляції з Богом.  виняткових методів, технік або рецептів у молитві. Окрім літургічних та інших обов'язкових молитов, можемо довільно збагачувати наше молитовне життя з багатої скарбниці католицької духовності, і практикувати те, що наближає нас до Бога. Однак у контемплятивному житті не стільки є важливим те, що ми робимо, скільки те, що робить в нас Бог. Тому монах уважно слухає шепоту власного серця, щоб дозволити Богу ходити по усіх стежках і входити усіма дверима, які провадять до серця (Правила 4,2).

### Послух
Найбільшою перешкодою в шуканні Бога є власна воля, власне «я». Намагаємося принести її в жертву при допомозі послуху, який повинен — щоб бути досконалим — стосуватися навіть власного судження. Така радикальна пожертва з самого себе уможливлює нам, з простотою і спонтанністю дитини, відкриватися на дію Святого Духа а також єднатися з Божим Сином, котрий прийшов на світ, щоб виконати волю Отця. Така постава разом з тим звільняє нас також з невпорядкованого, надмірного піклування про самих себе, а також від неспокою і страхів, які це піклування супроводжують.

### Віра
Наше життя проходить в темряві і світлі віри. На самоті може вникати в глибини нашої віри, які ми перейняли від Церкви. І так, скільки ми відкриті на зустріч з Ісусом, як живою особою і дозволяємо, щоб нас цілковито проник Він і Його Євангеліє, темрява, в якій ми розпочинаємо наш шлях, поступово преображається в світло віри. Не бачимо того, в що віруємо, однак зміст віри може стати для нас так дотикальним, що зможемо ним жити. Коли відречемося усього того, що не згідне з вірою, пізнаємо глибину і блиск Того, хто живе в наших серцях.

### Свобода
Свята свобода — це особливість нашого покликання. Монаші правила призначають тільки декілька усних молитов або побожних вправ, крім святої літургії, щоб кожен міг під дією Святого Духа і за допомогою наставників або духовного провідника вільно вибрати собі відповідні засоби, які його найкраще наблизять до мети. А ті, які нам перешкоджають або не є корисними, треба залишити.

### Радість
«Скільки користі і Божої радості приносить самота і мовчання в пустелі тим, хто її люблять. Це знають тільки ті, які її пізнали з особистого досвіду. Тут сильні люди можуть повертатися до себе, на стільки, на скільки цього схочуть, можуть мешкати з самими собою, постійно доглядати зернятка чеснот і щасливо живитися плодами раю. Тут шукають отого ока, котре ясним і чистим поглядом ранить Жениха любов'ю. Ока, через котре, якщо воно чисте і щире, можна побачити Бога. Тут святкують працьовитий відпочинок і відпочивають у спокійному діянні. Тут за труд битви Бог дає своїм воїнам жадану нагороду: мир, якого світ не знає, і радість у Святому Дусі» (св. Бруно, засновник Ордену картузіанців, Лист до Радульфа званого Зеленим 6).